# Cho Gue-sung
Cho Gue-sung (født 25. januar 1998) er en sydkoreansk fodboldspiller, der spiller for FC Midtjylland.